# Hippopsis araujoi
Hippopsis araujoi là một loài bọ cánh cứng trong họ Cerambycidae.